# Ronde van Italië 1999
| Eindklassement       |                          |              |
| Algemeen klassement  | Ivan Gotti               | 99h 55' 56"  |
| Tweede               | Paolo Savoldelli         | + 3' 35"     |
| Derde                | Gilberto Simoni          | + 3' 36"     |
| Vierde               | Laurent Jalabert         | + 5' 16"     |
| Vijfde               | Roberto Heras            | + 7' 47"     |
| Zesde                | Niklas Axelsson          | + 9' 38"     |
| Zevende              | Serhij Hontsjar          | + 12' 07"    |
| Achtste              | Daniele De Paoli         | + 14' 20"    |
| Negende              | Daniel Clavero           | + 15' 53"    |
| Tiende               | Roberto Sgambelluri      | + 17' 31"    |
| (Ned)                | Miguel Van Kessel (115e) | + 3h 37' 03" |
| Rode Lantaarn/(Bel)  | Hendrik Van Dijck (116e) | + 3h 48' 49" |
| Puntenklassement     | Laurent Jalabert         | 175 punten   |
| Tweede               | Fabrizio Guidi           | 170 punten   |
| Derde                | Massimo Strazzer         | 126 punten   |
| Bergklassement       | José Jaime González      | 61 punten    |
| Tweede               | Mariano Piccoli          | 45 punten    |
| Derde                | Paolo Bettini            | 44 punten    |
| Intergiro klassement | Fabrizio Guidi           | 58h 47' 30"  |
| Tweede               | Massimo Strazzer         | + 0' 02"     |
| Derde                | GianMatteo Fagnini       | + 0' 24"     |
| Ploegenklassement    | Vitalicio Seguros        | 300h 39' 35" |
| Tweede               | Kelme                    | + 22' 11"    |
| Derde                | Polti                    | + 22' 45"    |

De 82e editie van de Ronde van Italië ging van start op 15 mei 1999 in Agrigento. Hij eindigde op 6 juni in Milaan. Er stonden 162 renners verdeeld over 18 ploegen aan de start. Deze Giro werd gewonnen door Ivan Gotti.
Aantal ritten: 22

Totale afstand: 3757 km

Gemiddelde snelheid: 37,595 km/h

Aantal deelnemers: 162

## Belgische en Nederlandse prestaties
In totaal namen er 1 Belg en 4 Nederlanders deel aan de Giro van 1999.

### Belgische etappezeges
- In 1999 was er geen Belgische etappezege.

### Nederlandse etappezeges
- Jeroen Blijlevens won de 3e etappe van Catania naar Messina en de 7e etappe van Foggia naar Lanciano.

## Etappe-uitslagen
| Datum                  | Etappe | Parcours                               | Afstand | Eerste                    | Tweede                   | Derde                    | Klassementsleider       |
| ---------------------- | ------ | -------------------------------------- | ------- | ------------------------- | ------------------------ | ------------------------ | ----------------------- |
| 15 mei                 | 1      | Agrigento - Modica                     | 175 km  | Ivan Quaranta (Ita)       | Jeroen Blijlevens (Ned)  | Mario Cipollini (Ita)    | Ivan Quaranta (Ita)     |
| 16 mei                 | 2      | Noto - Catania                         | 133 km  | Mario Cipollini (Ita)     | Jeroen Blijlevens (Ned)  | Dario Pieri (Ita)        | Mario Cipollini (Ita)   |
| 17 mei                 | 3      | Catania - Messina                      | 176 km  | Jeroen Blijlevens (Ned)   | Ján Svorada (Tsj)        | Massimo Strazzer (Ita)   | Jeroen Blijlevens (Ned) |
| 18 mei                 | 4      | Vibo Valentia - Terme Luigiane         | 186 km  | Laurent Jalabert (Fra)    | GianMatteo Fagnini (Ita) | Davide Rebellin (Ita)    | Jeroen Blijlevens (Ned) |
| 19 mei                 | 5      | Terme Luigiane - Monte Sirino          | 147 km  | José Jaime González (Col) | Danilo Di Luca (Ita)     | Laurent Jalabert (Fra)   | Laurent Jalabert (Fra)  |
| 20 mei                 | 6      | Lauria - Foggia                        | 257 km  | Romāns Vainšteins (Let)   | Fabrizio Guidi (Ita)     | Gabriele Missaglia (Ita) | Laurent Jalabert (Fra)  |
| 21 mei                 | 7      | Foggia - Lanciano                      | 153 km  | Jeroen Blijlevens (Ned)   | Romāns Vainšteins (Let)  | Fabrizio Guidi (Ita)     | Laurent Jalabert (Fra)  |
| 22 mei                 | 8      | Pescara - Gran Sasso d'Italia          | 253 km  | Marco Pantani (Ita)       | José María Jiménez (Spa) | Alex Zülle (Zwi)         | Marco Pantani (Ita)     |
| 23 mei                 | 9      | Ancona - Ancona (tijdrit)              | 32 km   | Laurent Jalabert (Fra)    | Serhij Hontsjar (Oek)    | Marco Pantani (Ita)      | Laurent Jalabert (Fra)  |
| 24 mei                 | 10     | Ancona - Sansepolcro                   | 189 km  | Mario Cipollini (Ita)     | Ivan Quaranta (Ita)      | Massimo Strazzer (Ita)   | Laurent Jalabert (Fra)  |
| 25 mei                 | 11     | Sansepolcro - Cesenatico               | 125 km  | Ivan Quaranta (Ita)       | Mario Cipollini (Ita)    | Ján Svorada (Tsj)        | Laurent Jalabert (Fra)  |
| 26 mei                 | 12     | Cesenatico - Sassuolo                  | 168 km  | Mario Cipollini (Ita)     | Ivan Quaranta (Ita)      | Jeroen Blijlevens (Ned)  | Laurent Jalabert (Fra)  |
| 27 mei                 | 13     | Sassuolo - Rapallo                     | 243 km  | Richard Virenque (Fra)    | Santiago Blanco (Spa)    | Davide Rebellin (Ita)    | Laurent Jalabert (Fra)  |
| 28 mei was een rustdag |        |                                        |         |                           |                          |                          |                         |
| 29 mei                 | 14     | Bra - Borgo San Dalmazzo               | 187 km  | Paolo Savoldelli (Ita)    | Marco Pantani (Ita)      | Daniel Clavero (Spa)     | Marco Pantani (Ita)     |
| 30 mei                 | 15     | Racconigi - Oropa                      | 143 km  | Marco Pantani (Ita)       | Laurent Jalabert (Fra)   | Gilberto Simoni (Ita)    | Marco Pantani (Ita)     |
| 31 mei                 | 16     | Biella - Lumezzane                     | 232 km  | Laurent Jalabert (Fra)    | Marco Pantani (Ita)      | Gilberto Simoni (Ita)    | Marco Pantani (Ita)     |
| 1 juni                 | 17     | Lumezzane - Castelfranco Veneto        | 212 km  | Mario Cipollini (Ita)     | Matteo Tosatto (Ita)     | Dario Pieri (Ita)        | Marco Pantani (Ita)     |
| 2 juni                 | 18     | Treviso - Treviso (tijdrit)            | 45 km   | Serhij Hontsjar (Oek)     | Paolo Savoldelli (Ita)   | Laurent Jalabert (Fra)   | Marco Pantani (Ita)     |
| 3 juni                 | 19     | Castelfranco Veneto - Alpe di Pampeago | 166 km  | Marco Pantani (Ita)       | Gilberto Simoni (Ita)    | Roberto Heras (Spa)      | Marco Pantani (Ita)     |
| 4 juni                 | 20     | Predazzo - Madonna di Campiglio        | 175 km  | Marco Pantani (Ita)       | Massimo Codol (Ita)      | Laurent Jalabert (Fra)   | Marco Pantani (Ita)     |
| 5 juni                 | 21     | Madonna di Campiglio - Aprica          | 190 km  | Roberto Heras (Spa)       | Gilberto Simoni (Ita)    | Ivan Gotti (Ita)         | Ivan Gotti (Ita)        |
| 6 juni                 | 22     | Boario Terme - Milaan                  | 170 km  | Fabrizio Guidi (Ita)      | Dario Pieri (Ita)        | Massimo Strazzer (Ita)   | Ivan Gotti (Ita)        |